# Acquatico
L'acquatico era anticamente l'imposta dovuta al signore da parte del ogni individuo o gruppo familiare per l'uso delle acque raccolte sulle sue terre. 
Nei secoli passati il proprietario di un terreno era automaticamente considerato anche proprietario delle acque che scorrevano o si raccoglievano sullo stesso. 
Quindi il feudatario o il principe potevano imporre il pagamento di un'imposta per la raccolta e l'uso di tali acque. 
Attualmente per acquatico si può intendere l'imposta annua dovuta per l'uso delle acque demaniali.